# Глухівська міська рада
Глу́хівська міська́ ра́да — орган місцевого самоврядування в Сумській області. Адміністративний центр — місто обласного значення Глухів.
Адреса: 41400, Сумська обл., м. Глухів, вул. Шевченка 6.

## Загальні відомості
- Територія ради: 24,06 км²
- Населення ради: 35 244 особи (станом на 2001 рік)

## Населені пункти
Міській раді підпорядковані населені пункти:
- м. Глухів
- с. Сліпород

## Склад ради
Рада складається з 34 депутатів та голови.
- Голова ради: Вайло Надія Олексіївна
- Секретар ради: Васянович Людмила Григорівна
- Працює 3 постійних комісій, покликаних врегульовувати різні сфери діяльності Глухова

### Керівний склад попередніх скликань
| ПІБ                        | Основні відомості                                                        |  | Дата обрання | Дата звільнення |
| -------------------------- | ------------------------------------------------------------------------ |  | ------------ | --------------- |
| Мельник Олена Петрівна     | Міський голова, 1963 року народження, член Соціалістичної партії України |  | 26.03.2006   | 31.10.2010      |
| Бурлака Юрій Олександрович | Міський голова, 1970 року народження, освіта вища, член Партії регіонів  |  | 31.10.2010   | 10.11.2015      |
| Терещенко Мішель           | Міський голова, 1954 року народження, позапартійний                      |  | 25.10.2015   | 2020            |
| Вайло Надія Олексіївна     | Міський голова, 1957 року народження, партія "Наш край"                  |  | 2020         |                 |

Примітка: таблиця складена за даними джерела

### Депутати

#### Депутатський корпус VIII скликання
За результатами місцевих виборів 2020 року депутатами ради стали 26 людей:

##### Депутатські фракції Глухівської міської ради
| Депутатські фракції | Кількість депутатів |  |
| ------------------- | ------------------- |  |
| Наш край            | 8                   |  |
| Слуга народу        | 5                   |  |
| Сила і честь        | 3                   |  |
| ВО "Батьківщина"    | 2                   |  |
| позафракційні:      | 1                   |  |
|                     |                     |  |

##### За округами
| Округ                                                   | Прізвище, ім'я, по батькові         | Дата визнання обраним | Освіта      | Партійна приналежність                        | Відомості про обраного депутата                                                             |
| ------------------------------------------------------- | ----------------------------------- | --------------------- | ----------- | --------------------------------------------- | ------------------------------------------------------------------------------------------- |
| Воля народу                                             |                                     |                       |             |                                               |                                                                                             |
| П/к                                                     | Бурлака Юрій Олександрович          | 09.10.2015            | Освіта вища | член політичної партії "Воля народу"          | Глухівська міська рада, міський голова (на момент обрання)                                  |
| 23                                                      | Гриб Володимир Іванович             | 09.10.2015            | Освіта вища | позапартійний                                 | ФОП "Гриб В.І."                                                                             |
| Партія регіонів                                         |                                     |                       |             |                                               |                                                                                             |
| б/м                                                     | Лисенко Тетяна Іванівна             | 04.11.2010            | Освіта вища | член Партії регіонів                          | ГНПУ ім. О.Дов-женка, керівник громадськоїприймальні                                        |
| б/м                                                     | Александренко Олена Валентинівна    | 04.11.2010            | Освіта вища | член Партії регіонів                          | ТОВ «Лекса», директор                                                                       |
| б/м                                                     | Добушевський Олександр Анатолійович | 04.11.2010            | Освіта вища | член Партії регіонів                          | тимчасово не працює                                                                         |
| б/м                                                     | Карлов Андрій Ігорович              | 04.11.2010            | Освіта вища | член Партії регіонів                          | Центр «Спорт для всіх», директор                                                            |
| б/м                                                     | Слінченко Лариса Володимирівна      | 04.11.2010            | Освіта вища | позапартійна                                  | ГНПУ ім. О.Довженка, проректор                                                              |
| б/м                                                     | Олексенко Іван Васильович           | 04.11.2010            | Освіта вища | член Партії регіонів                          | тимчасово не працює                                                                         |
| б/м                                                     | Сердюк Василь Васильович            | 04.11.2010            | Освіта вища | член Партії регіонів                          | ФССНВ, начальник                                                                            |
| б/м                                                     | Кужіль Михайло Порфирович           | 04.11.2010            | Освіта вища | член Партії регіонів                          | пенсіонер                                                                                   |
| б/м                                                     | Полушкіна Надія Миколаївна          | 04.11.2010            | Освіта вища | член Партії регіонів                          | Глухівська міська рада, начальник фінансового управлінь-ня                                  |
| б/м                                                     | Халявко Микола Олександрович        | 04.11.2010            | Освіта вища | член Партії регіонів                          | ПРА УСК «Княжа», начальник                                                                  |
| б/м                                                     | Гриб Володимир Іванович             | 11.11.2010            | Освіта вища | член Партії регіонів                          | ПП «Гриб», директор                                                                         |
| 1                                                       | Ковальчук Віктор Володимирович      | 04.11.2010            | Освіта вища | член Партії регіонів                          | ДПТНЗ «Глухівський професійний ліцей», заступник директора                                  |
| 2                                                       | Нанай Ніна Іванівна                 | 04.11.2010            | Освіта вища | член Партії регіонів                          | Глухівська міська рада, начальник відділу по питаннях торгівлі та побутового обслуговування |
| 3                                                       | Калиновська Ірина Миколаївна        | 04.11.2010            | Освіта вища | член Партії регіонів                          | загальноосвітня школа № 6, директор                                                         |
| 4                                                       | Лютов Володимир Павлович            | 04.11.2010            | Освіта вища | член Партії регіонів                          | Глухівська ЦРЛ, головний лікар                                                              |
| 5                                                       | Лобасенко Володимир Федорович       | 04.11.2010            | Освіта вища | член Партії регіонів                          | ТОВ «Глухівнафтопродукт», директор                                                          |
| 6                                                       | Деркач Сергій Олександрович         | 04.11.2010            | Освіта вища | член Партії регіонів                          | ФОП «Деркач», підприємець                                                                   |
| 7                                                       | Каштальян Ніна Миколаївна           | 04.11.2010            | Освіта вища | член Партії регіонів                          | ДНЗ «Фіалка», завідувачка                                                                   |
| 8                                                       | Давидович Олексій Федосійович       | 04.11.2010            | Освіта вища | член Партії регіонів                          | загальноосвітня школа № 1, директор                                                         |
| 9                                                       | Зайцев Роман Олександрович          | 04.11.2010            | Освіта вища | член Партії регіонів                          | Глухівська міська Рада, начальник відділу у справах сім'ї та молоді                         |
| 10                                                      | Хлонь Сергій Миколайович            | 04.11.2010            | Освіта вища | член Партії регіонів                          | Глухівська міська організація «ГРАД», голова                                                |
| 11                                                      | Мироненко Анатолій Анатолійович     | 04.11.2010            | Освіта вища | член Партії регіонів                          | КП «Глухівське БТІ», начальник                                                              |
| 12                                                      | Галушка Ірина Юріївна               | 04.11.2010            | Освіта вища | член Партії регіонів                          | Глухівська міська Рада, начальник служби у справах дітей                                    |
| 13                                                      | Москаленко Анатолій Олександрович   | 04.11.2010            | Освіта вища | член Партії регіонів                          | Мале підприємство «Мобус», директор                                                         |
| 14                                                      | Гурець Елла Анатоліївна             | 04.11.2010            | Освіта вища | член Партії регіонів                          | загальноосвітня школа № 4, директор                                                         |
| 15                                                      | Глазов Олександр Іванович           | 04.11.2010            | Освіта вища | член Партії регіонів                          | Торговий дім «Полісся», генеральний директор                                                |
| 16                                                      | Фокін Олександр Володимирович       | 04.11.2010            | Освіта вища | член Партії регіонів                          | Філія «Глухівське ДЕП», начальник                                                           |
| 17                                                      | Литвиненко Анатолій Васильович      | 04.11.2010            | Освіта вища | член Партії регіонів                          | Глухівський коледж СНАУ, директор                                                           |
| 18                                                      | Васянович Людмила Григорівна        | 04.11.2010            | Освіта вища | член Партії регіонів                          | загальноосвітня школа № 2, директор                                                         |
| Політична партія Всеукраїнське об'єднання «Батьківщина» |                                     |                       |             |                                               |                                                                                             |
| б/м                                                     | Зайцева Людмила Климентівна         | 04.11.2010            | Освіта вища | член Всеукраїнського об'єднання «Батьківщина» | Глухівська міська громадська приймальня партії «Батьківщина», керівник                      |
| б/м                                                     | Зінчук Олександр Васильович         | 04.11.2010            | Освіта вища | член Всеукраїнського об'єднання «Батьківщина» | Глухівська загальноосвітня школа № 6, вчитель                                               |
| б/м                                                     | Михайлик Тетяна Владиславівна       | 04.11.2010            | Освіта вища | член Всеукраїнського об'єднання «Батьківщина» | приватний підприємець                                                                       |
| б/м                                                     | Заїка Віктор Володимирович          | 04.11.2010            | Освіта вища | позапартійний                                 | ГНПУ, викладач                                                                              |
| Політична партія «Фронт Змін»                           |                                     |                       |             |                                               |                                                                                             |
| б/м                                                     | Буйков Сергій Олександрович         | 04.11.2010            | Освіта вища | член Політичної партії «Фронт Змін»           | приватний підприємець                                                                       |

#### Депутатський корпус V скликання
- 13 депутатів від партії «Батьківщина»;
- 6 депутатів від Партії Регіонів;
- 5 депутатів від Соцпартії України;
- 4 депутати від Компартії України;
- 3 депутати позапартійні;
- 2 депутати від партії «Наша Україна»;
- 2 депутати від Народної партія;
- 1 депутат від партії патріотичних сил;
- 1 депутат від Української соціал-демократичної партії.